# Heinz Kiehl
Heinz Kiehl (n. 6 iunie 1943, Ludwigshafen am Rhein, Germania – d. 26 iulie 2016, Ludwigshafen am Rhein, Germania) a fost un luptător ce a reprezentat Germania, medaliat olimpic. A participat la 2 ediții ale Jocurilor Olimpice (1964, 1968) în care a câștigat o medalie de bronz.